# Сепіно
Сепіно (італ. Sepino) — муніципалітет в Італії, у регіоні Молізе,  провінція Кампобассо.
Сепіно розташоване на відстані близько 190 км на схід від Рима, 19 км на південь від Кампобассо.
Населення — 1966 осіб (2014).
Щорічний фестиваль відбувається 8-10 січня, 24 липня. Покровитель — Santa Cristina.

## Демографія
Населення за роками:

Станом на 1 січня 2023 року в муніципалітеті офіційно проживали 82 іноземці з 24 країн, серед них 11 громадян країн Євросоюзу та 1 громадянин України.

## Сусідні муніципалітети
- Черчемаджоре
- Черчепіккола
- Гуардіареджа
- Морконе
- П'єтрароя
- Сан-Джуліано-дель-Санніо
- Сассіноро